# Жеглигово
Жеглигово (на македонска литературна норма: Жеглигово) е котловина с център град Куманово в Северна Македония.

## Етимология
Името на котловината Жеглигово прозилза от „жегъл“ – напречна желязна пръчка на ярем, а тя идва от старобългарската дума „жегъ“ – желязна пръчка или предмет, който се нагорещява за пробиване на дупки в дърво. Оттам с него е означено мястото, което се напича от слънцето, като жегаво място.

## История
Първото споменаване на Кумановското поле с името Жеглигово е от 1354 година като бащиния на велбъждкия севастократор Деян. Владението на Жеглигово от Велбъждското деспотство продължава и при Деяновите наследници - Теодора-Евдокия, Йоан Драгаш и Константин Драгаш. За последен път името се споменава 1512 година преди Жеглигово да бъде опостушено от турците. След това жителите на старото Жеглигово напускат разрушения град и се поселват на един час оттам в Куманово. В XX век името Жеглигово отново влиза в употреба за обозначаване на Кумановската котловина.

## Физикогеографски особености
Жеглигово е със средна надморска височина 450 m и обхваща Куманово-Прешевската долина по вододела между Българска Морава и Вардар с площ от 1,315 km2. На изток път го свързва по Крива река през Средорек със Славище и Овче поле, а на запад чрез седловина в Скопска Църна гора се свързва с Косово поле. Полето предразполага отглеждането на различни земеделски култури като жито, царевица, тютюн и памук.